# Nanen Corona
La Nanen Corona è una struttura geologica della superficie di Venere.